# Gran Premi de Bèlgica del 2023
El Gran Premi de Bèlgica de Fórmula 1, dotzena cursa de la temporada 2023, és disputà al circuit de Spa-Francorchamps entre els dies 28 al 30 de juliol de 2023.
Aquest fou el tercer gran premi del any a realitzar la cursa esprint, la cursa curta que atorga punts als vuit primers classificats i se celebra els dissabtes.

## Qualificació
La qualificació fou realitzada el dia 28 de juliol.
| Pos.                | Nº | Pilot            | Equip/Motor           | Part 1   | Part 2   | Part 3   | Graella |
| ------------------- | -- | ---------------- | --------------------- | -------- | -------- | -------- | ------- |
| 1                   | 1  | Max Verstappen   | Red Bull-RBPT         | 1:58.515 | 1:52.784 | 1:46.168 | 61      |
| 2                   | 16 | Charles Leclerc  | Ferrari               | 1:58.300 | 1:52.017 | 1:46.988 | 1       |
| 3                   | 11 | Sergio Pérez     | Red Bull-RBPT         | 1:58.899 | 1:52.353 | 1:47.045 | 2       |
| 4                   | 44 | Lewis Hamilton   | Mercedes              | 1:58.563 | 1:52.345 | 1:47.087 | 3       |
| 5                   | 55 | Carlos Sainz Jr. | Ferrari               | 1:58.688 | 1:51.711 | 1:47.152 | 4       |
| 6                   | 81 | Oscar Piastri    | McLaren-Mercedes      | 1:58.872 | 1:51.534 | 1:47.365 | 5       |
| 7                   | 4  | Lando Norris     | McLaren-Mercedes      | 1:59.981 | 1:52.252 | 1:47.669 | 7       |
| 8                   | 63 | George Russell   | Mercedes              | 1:59.035 | 1:52.605 | 1:47.805 | 8       |
| 9                   | 14 | Fernando Alonso  | Aston Martin-Mercedes | 1:58.834 | 1:52.751 | 1:47.843 | 9       |
| 10                  | 18 | Lance Stroll     | Aston Martin-Mercedes | 1:59.663 | 1:52.193 | 1:48.841 | 10      |
| 11                  | 22 | Yuki Tsunoda     | AlphaTauri-RBPT       | 1:59.044 | 1:53.148 |          | 11      |
| 12                  | 10 | Pierre Gasly     | Alpine-Renault        | 1:59.511 | 1:53.671 |          | 12      |
| 13                  | 20 | Kevin Magnussen  | Haas-Ferrari          | 2:00.020 | 1:54.160 |          | 162     |
| 14                  | 77 | Valtteri Bottas  | Alfa Romeo-Ferrari    | 1:59.484 | 1:54.694 |          | 13      |
| 15                  | 31 | Esteban Ocon     | Alpine-Renault        | 1:59.634 | 1:56.372 |          | 14      |
| 16                  | 23 | Alexander Albon  | Williams-Mercedes     | 2:00.314 |          |          | 15      |
| 17                  | 24 | Guanyu Zhou      | Alfa Romeo-Ferrari    | 2:00.832 |          |          | 17      |
| 18                  | 2  | Logan Sargeant   | Williams-Mercedes     | 2:01.535 |          |          | 18      |
| 19                  | 3  | Daniel Ricciardo | AlphaTauri-RBPT       | 2:02.159 |          |          | 19      |
| 107% Temps:2:06.581 |    |                  |                       |          |          |          |         |
| 20                  | 27 | Nico Hülkenberg  | Haas-Ferrari          | S/Temps  |          |          | PL3     |
| Font:               |    |                  |                       |          |          |          |         |

Notes
- ^1 – Max Verstappen va ser penalitzat en 5 posicions a la graella de sortida per canviar la caixa de canvis del seu monoplaça.
- ^2 – Kevin Magnussen va ser penalitzat en 5 posicions a la graella de sortida per impedir Charles Leclerc al Q2.
- ^3 – Nico Hülkenberg es va classificar 20è, però se començar la cursa des del pit-lane, ja que els nous elements van ser canviats sense l'aprovació de la delegació tècnica durant el parc tancat.

## Sprint Shootout
La qualificació per la cursa esprint fou realitzat el dia 29 de juliol.
| Pos.                | Nº | Pilot            | Equip/Motor           | Part 1   | Part 2   | Part 3   | Graella |
| ------------------- | -- | ---------------- | --------------------- | -------- | -------- | -------- | ------- |
| 1                   | 1  | Max Verstappen   | Red Bull-RBPT         | 1:58.135 | 1:55.200 | 1:49.056 | 1       |
| 6                   | 81 | Oscar Piastri    | McLaren-Mercedes      | 2:00.056 | 1:56.392 | 1:49.067 | 2       |
| 5                   | 55 | Carlos Sainz Jr. | Ferrari               | 1:59.414 | 1:56.557 | 1:49.081 | 3       |
| 2                   | 16 | Charles Leclerc  | Ferrari               | 1:59.575 | 1:56.265 | 1:49.251 | 4       |
| 7                   | 4  | Lando Norris     | McLaren-Mercedes      | 2:00.436 | 1:56.828 | 1:49.389 | 5       |
| 12                  | 10 | Pierre Gasly     | Alpine-Renault        | 2:00.032 | 1:56.137 | 1:49.700 | 6       |
| 4                   | 44 | Lewis Hamilton   | Mercedes              | 1:58.939 | 1:55.823 | 1:49.900 | 7       |
| 3                   | 11 | Sergio Pérez     | Red Bull-RBPT         | 1:59.362 | 1:55.878 | 1:49.961 | 8       |
| 15                  | 31 | Esteban Ocon     | Alpine-Renault        | 1:59.884 | 1:57.051 | 1:50.494 | 9       |
| 8                   | 63 | George Russell   | Mercedes              | 2:00.475 | 1:57.393 | 1:55.742 | 10      |
| 19                  | 3  | Daniel Ricciardo | AlphaTauri-RBPT       | 2:00.177 | 1:57.687 |          | 11      |
| 16                  | 23 | Alexander Albon  | Williams-Mercedes     | 1:59.198 | S/Temps  |          | 12      |
| 18                  | 2  | Logan Sargeant   | Williams-Mercedes     | 2:00.031 | S/Temps  |          | 13      |
| 10                  | 18 | Lance Stroll     | Aston Martin-Mercedes | 2:00.460 | S/Temps  |          | 14      |
| 9                   | 14 | Fernando Alonso  | Aston Martin-Mercedes | 1:59.038 | S/Temps  |          | 15      |
| 11                  | 22 | Yuki Tsunoda     | AlphaTauri-RBPT       | 2:00.568 |          |          | 16      |
| 14                  | 77 | Valtteri Bottas  | Alfa Romeo-Ferrari    | 2:00.951 |          |          | 17      |
| 13                  | 20 | Kevin Magnussen  | Haas-Ferrari          | 2:01.079 |          |          | 18      |
| 17                  | 24 | Guanyu Zhou      | Alfa Romeo-Ferrari    | 2:01.430 |          |          | 19      |
| 107% Temps:2:06.404 |    |                  |                       |          |          |          |         |
| 20                  | 27 | Nico Hülkenberg  | Haas-Ferrari          | S/Temps  |          |          | PL1     |
| Font:               |    |                  |                       |          |          |          |         |

Notes
- ^1 – Nico Hülkenberg no va aconseguir establir els temps durant la tanda d'esprints, però se li va permetre córrer a l'esprint a criteri dels comissaris.

## Cursa esprint
La cursa esprint fou realitzat el dia 29 de juliol.
| Pos.  | Nº | Pilot            | Equip/Motor           | Voltes1 | Temps/Retirada    | Graella | Punts |
| ----- | -- | ---------------- | --------------------- | ------- | ----------------- | ------- | ----- |
| 1     | 1  | Max Verstappen   | Red Bull-RBPT         | 11      | 24:58.433         | 1       | 8     |
| 2     | 81 | Oscar Piastri    | McLaren-Mercedes      | 11      | +6.677            | 2       | 7     |
| 3     | 10 | Pierre Gasly     | Alpine-Renault        | 11      | +10.733           | 6       | 6     |
| 4     | 55 | Carlos Sainz Jr. | Ferrari               | 11      | +12.648           | 3       | 5     |
| 5     | 16 | Charles Leclerc  | Ferrari               | 11      | +15.016           | 4       | 4     |
| 6     | 4  | Lando Norris     | McLaren-Mercedes      | 11      | +16.052           | 5       | 3     |
| 7     | 44 | Lewis Hamilton   | Mercedes              | 11      | +16.7572          | 7       | 2     |
| 8     | 63 | George Russell   | Mercedes              | 11      | +16.822           | 10      | 1     |
| 9     | 31 | Esteban Ocon     | Alpine-Renault        | 11      | +22.410           | 9       |       |
| 10    | 3  | Daniel Ricciardo | AlphaTauri-RBPT       | 11      | +22.806           | 11      |       |
| 11    | 18 | Lance Stroll     | Aston Martin-Mercedes | 11      | +25.007           | 14      |       |
| 12    | 23 | Alexander Albon  | Williams-Mercedes     | 11      | +26.303           | 12      |       |
| 13    | 24 | Valtteri Bottas  | Alfa Romeo-Ferrari    | 11      | +27.006           | 17      |       |
| 14    | 20 | Kevin Magnussen  | Haas-Ferrari          | 11      | +32.986           | 18      |       |
| 15    | 24 | Guanyu Zhou      | Alfa Romeo-Ferrari    | 11      | +36.342           | 19      |       |
| 16    | 2  | Logan Sargeant   | Williams-Mercedes     | 11      | +37.5713          | 13      |       |
| 17    | 27 | Nico Hülkenberg  | Haas-Ferrari          | 11      | +37.827           | 20      |       |
| 18    | 22 | Yuki Tsunoda     | AlphaTauri-RBPT       | 11      | +39.267           | 16      |       |
| Ret   | 11 | Sergio Pérez     | Red Bull-RBPT         | 8       | Danys p/col·lisió | 8       |       |
| Ret   | 14 | Fernando Alonso  | Aston Martin-Mercedes | 2       | Accident          | 15      |       |
| Font: |    |                  |                       |         |                   |         |       |

Notes
- ^1  – La cursa esprint estava programada per ser de 15 voltes abans d'escurçar-se en quatre voltes a causa d'un procediment de sortida avortat.
- ^2  – Lewis Hamilton va finalitzar quart, però fou penalitzat en 5 segons per causar una col·lisió amb Sergio Pérez.
- ^3  – Logan Sargeant va finalitzar 14è, però fou penalitzat en 5 segons per excés de velocitat al carril de boxes.

## Resultats de la cursa
La cursa fou realitzat el dia 30 de juliol.
| Pos.                                                                 | Nº | Pilot            | Equip/Motor           | Voltes | Temps/Retirada    | Graella | Punts |
| -------------------------------------------------------------------- | -- | ---------------- | --------------------- | ------ | ----------------- | ------- | ----- |
| 1                                                                    | 1  | Max Verstappen   | Red Bull-RBPT         | 44     | 1:22:30.450       | 6       | 25    |
| 2                                                                    | 11 | Sergio Pérez     | Red Bull-RBPT         | 44     | +22.305           | 2       | 18    |
| 3                                                                    | 16 | Charles Leclerc  | Ferrari               | 44     | +32.259           | 1       | 15    |
| 4                                                                    | 44 | Lewis Hamilton   | Mercedes              | 44     | +49.671           | 3       | 131   |
| 5                                                                    | 14 | Fernando Alonso  | Aston Martin-Mercedes | 44     | +56.184           | 9       | 10    |
| 6                                                                    | 63 | George Russell   | Mercedes              | 44     | +1:03.101         | 8       | 8     |
| 7                                                                    | 4  | Lando Norris     | McLaren-Mercedes      | 44     | +1:13.719         | 7       | 6     |
| 8                                                                    | 31 | Esteban Ocon     | Alpine-Renault        | 44     | +1:14.719         | 14      | 4     |
| 9                                                                    | 18 | Lance Stroll     | Aston Martin-Mercedes | 44     | +1:19.340         | 10      | 2     |
| 10                                                                   | 22 | Yuki Tsunoda     | AlphaTauri-RBPT       | 44     | +1:20.221         | 11      | 1     |
| 11                                                                   | 10 | Pierre Gasly     | Alpine-Renault        | 44     | +1:23.084         | 12      |       |
| 12                                                                   | 77 | Valtteri Bottas  | Alfa Romeo-Ferrari    | 44     | +1:25.191         | 13      |       |
| 13                                                                   | 24 | Guanyu Zhou      | Alfa Romeo-Ferrari    | 44     | +1:35.441         | 17      |       |
| 14                                                                   | 23 | Alexander Albon  | Williams-Mercedes     | 44     | +1:36.184         | 15      |       |
| 15                                                                   | 20 | Kevin Magnussen  | Haas-Ferrari          | 44     | +1:41.754         | 16      |       |
| 16                                                                   | 3  | Daniel Ricciardo | AlphaTauri-RBPT       | 44     | +1:43.071         | 19      |       |
| 17                                                                   | 2  | Logan Sargeant   | Williams-Mercedes     | 44     | +1:44.476         | 18      |       |
| 18                                                                   | 27 | Nico Hülkenberg  | Haas-Ferrari          | 44     | +1:50.450         | PL      |       |
| Ret                                                                  | 55 | Carlos Sainz Jr. | Ferrari               | 23     | Danys p/col·lisió | 4       |       |
| Ret                                                                  | 81 | Oscar Piastri    | McLaren-Mercedes      | 0      | Danys p/col·lisió | 5       |       |
| Volta ràpida: — Lewis Hamilton (Mercedes) – 1:47.305 (a la volta 44) |    |                  |                       |        |                   |         |       |
| Font:                                                                |    |                  |                       |        |                   |         |       |

Notes
- ^1 – Inclòs punt extra per volta ràpida.

## Classificació després de la cursa
| Pos. | Pilot           | Punts | Canvis |
| ---- | --------------- | ----- | ------ |
| 1    | Max Verstappen  | 314   | =      |
| 2    | Sergio Pérez    | 189   | =      |
| 3    | Fernando Alonso | 149   | =      |
| 4    | Lewis Hamilton  | 148   | =      |
| 5    | Charles Leclerc | 99    | 2      |

| Pos. | Constructor           | Punts | Canvis |
| ---- | --------------------- | ----- | ------ |
| 1    | Red Bull-RBPT         | 503   | =      |
| 2    | Mercedes              | 247   | =      |
| 3    | Aston Martin-Mercedes | 196   | =      |
| 4    | Ferrari               | 191   | =      |
| 5    | McLaren-Mercedes      | 103   | =      |